# Son Sang-yeon
Son Sang-yeon (hangul: 손상연; nascido em 2 de abril de 2002) é um ator sul-coreano. Ele fez sua estreia como membro do elenco no programa de variedades Tooniverse de 2016 Maknae Show 7 e desde então estrelou outros programas de variedades, séries de televisão, webséries, filmes e um videoclipe. Son se estabeleceu como um jovem ator ao desempenhar papéis como a versão jovem do protagonista principal em Suspicious Partner (2017), Revolutionary Love (2017) e Clean with Passion for Now (2018). Ele ganhou destaque com a série de televisão de 2021 Racket Boys como Bang Yoon-dam, pelo qual recebeu o prêmio de melhor ator revelação no SBS Drama Awards de 2021. Em 2022, ele estrelou a série da Netflix All of Us Are Dead como Jang Woo-jin.

## Início da vida
Son é do distrito de Seo (Seo-gu) de Daejeon, onde completou seus estudos de ensino médio até que ele e sua família se mudaram para Seul. Lá, ele continuou seus estudos de ensino médio na Seoul Baemyeong High School enquanto seguia sua carreira de ator.

## Carreira
Son é afiliado à agência de talentos artísticos Awesome ENT. Ele estreou em 2016 como membro do elenco do Maknae Show 7 e assumiu vários papéis de convidado e coadjuvantes em dramas de televisão e webséries desde então. Seu primeiro papel principal foi em 2019 no webdrama, Triple Fling.
Ele é conhecido por seu papel principal em Racket Boys como Bang Yoon-dam, capitão do time de badmínton de sua escola. Para o papel, ele treinou extensivamente por meses como jogador de badmínton junto com os outros membros do elenco da série. Ele foi premiado com o prêmio de Melhor Ator Revelação no SBS Drama Awards de 2021 por sua interpretação de Bang Yoon-dam na série.

## Vida pessoal
Son alistou-se no centro de treinamento militar em 8 de novembro de 2021. Son foi dispensado do serviço militar em 7 de maio de 2023.

## Filmografia

### Cinema
| Ano  | Título                 | Personagem                  | Notas           |
| ---- | ---------------------- | --------------------------- | --------------- |
| 2017 | Mi-ok                  | Gong Myung (10 anos)        | Papel convidado |
| 2019 | The Fault Is Not Yours | Yong Joo                    |                 |
| 2019 | The Fault Is Not Yours | Dae Hoon (irmão de Eun-hee) |                 |
| 2024 | Mudosilmugwan          | Lee Yang Ho                 |                 |

### Séries de televisão
| Ano  | Título                       | Personagem             | Notas             |
| ---- | ---------------------------- | ---------------------- | ----------------- |
| 2016 | My Fair Lady                 |                        | Papel convidado   |
| 2016 | First Love Again             | Hwang Je-ha            |                   |
| 2017 | Super Family                 | Sobrinho               | Papel convidado   |
| 2017 | Chicago Typewriter           | Baek Tae-min (jovem)   |                   |
| 2017 | Two Cops                     | Cha Dong-tak (jovem)   |                   |
| 2017 | Revolutionary Love           | Kwon Je-hoon (jovem)   |                   |
| 2017 | The Return of Hwang Geum-bok | Bully                  |                   |
| 2017 | Bad Thief, Good Thief        | Bully                  |                   |
| 2017 | Suspicious Partner           | Noh Ji-wook (jovem)    |                   |
| 2017 | Summer Days                  | Kim Ji-yong (jovem)    |                   |
| 2017 | The Happy Loner              | Papel convidado        | Drama de um ato   |
| 2018 | Clean with Passion for Now   | Jang Sun-gyeol (jovem) | Cameo (Ep. 5)     |
| 2019 | Level Up                     | Kang Hoon              |                   |
| 2020 | Dr. Romantic 2               | Kang Ik-joon           | Cameo (Ep. 11–14) |
| 2021 | Racket Boys                  | Bang Yoon-dam          |                   |
| 2023 | The Matchmakers              | Lee Si-yeol            |                   |
| 2025 | My Dearest Nemesis           | Baek Soo-bin           | Papel recorrente  |

### Webséries
| Ano  | Título             | Personagem   | Notas          |
| ---- | ------------------ | ------------ | -------------- |
| 2019 | FAILing in Love    | Kang Pa-rang |                |
| 2019 | Triple Fling       | Song Ji-ho   | Temporadas 1–2 |
| 2022 | All of Us Are Dead | Jang Woo-jin |                |

### Programas de televisão
| Ano       | Título        | Personagem       |
| --------- | ------------- | ---------------- |
| 2016      | Maknae Show 7 | Membro do elenco |
| 2016–2017 | Dream Junior  | Membro do elenco |

### Aparições em videoclipes
| Ano  | Canção | Artista    | Notas                       |
| ---- | ------ | ---------- | --------------------------- |
| 2020 | Enough | Hoppipolla | Estudante do sexo masculino |

## Prêmios e indicações
| Associações      | Ano  | Categoria             | Nomeações   | Resultado |
| ---------------- | ---- | --------------------- | ----------- | --------- |
| SBS Drama Awards | 2021 | Melhor Ator Revelação | Racket Boys | Venceu    |